# Synallaxis whitneyi
Synallaxis whitneyi là một loài chim trong họ Furnariidae.